# Lars Eikind Sätheren
Lars Eikind Sätheren (ur. 4 kwietnia 1974), znany również jako Lars Eric Si – norweski muzyk, kompozytor, wokalista, autor tekstów i multiinstrumentalista, a także producent muzyczny. 

## Życiorys
Lars Eikind Sätheren znany jest przede wszystkim z wieloletnich występów w prog-metalowej formacji Winds, w której od 1998 roku pełni funkcję wokalisty i basisty. Wcześniej występował w heavymetalowym zespole Jack in the Box.
Następnie, w 2000 roku związał się z blackmetalowym zespołem Khold. Grupę opuścił niespełna rok później. W 2001 roku utworzył solowy projekt pod nazwą Eikind. Od 2004 roku współtworzy awangardowy zespół metalowy Age of Silence. W latach 2005–2006 jako muzyk sesyjny występował w zespole Before the Dawn. W 2007 roku został oficjalnym członkiem grupy, po nagraniu czterech płyt muzyk opuścił formację w 2011 roku. W międzyczasie współpracował z Tuomasem Saukkonenem w ramach projektu Dawn of Solace.
Był także członkiem krótkotrwałego zespołu Sensa Anima, wraz z którym otrzymał nagrodę norweskiego przemysłu fonograficznego Spellemannprisen. Sätheren jako muzyk sesyjny współpracował także z zespołami: Tulus, Gloria Morti i Soulfallen. Wystąpił ponadto gościnnie na płytach takich zespołów jak: Abysmalia, Crib45, Crystalic, MyGrain, Nemecic, Pressure Points i Soulfallen.
Muzyk pozostaje w związku partnerskim z Jenni Kemppainen, byłą keyboardzistką zespołu Gloria Morti. Sätheren od ponad dziesięciu lat mieszka w Finlandii.

## Dyskografia
- Tulus - Evil 1999 (1999, Hammerheart Records)
- Winds - Of Entity and Mind (EP, 2001, Avantgarde Music)
- Khold - Masterpiss of Pain (2001, Moonfog Productions)
- Winds - Reflections of the I (2002, The End Records)
- Eikind - Vargtime (2004, Vicious Records)
- Winds - The Imaginary Direction of Time (2004, The End Records)
- Age of Silence - Acceleration (2004, The End Records)
- Before the Dawn - The Ghost (2006, Locomotive Records)
- Winds - Prominence and Demise (2007, The End Records)
- Before the Dawn - Deadlight (2007, Stay Heavy Records)
- Before the Dawn - Soundscape of Silence (2008, Stay Heavy Records)
- Soulfallen - Grave New World (2009, Off Records Finland, gościnnie)
- Crib45 - Metamorphosis (2009, Symbolic Records, gościnnie)
- Nemecic - Vigorous Fire and Inward Lightnings (EP, 2009, wydanie własne, gościnnie)
- Pressure Points - Remorses to Remember (2010, Firebox Records, gościnnie)
- Crystalic - Persistence (2010, wydanie własne, gościnnie)
- Before the Dawn - Deathstar Rising (2011, Nuclear Blast)
- Abysmalia - Amid Adversities (2011, wydanie własne, gościnnie)
- MyGrain - MyGrain (2011, Spinefarm Records, gościnnie)